# Policia Prefectural d'Osaka
La Policia Prefectural d'Osaka (大阪府警察, Osaka-fu keisatsu) és la força de policia del govern de la prefectura d'Osaka en virtut de l'article 36 de la llei japonesa de policia. La Policia Prefectural d'Osaka està sota la direcció del govern prefectural, del departament de Kansai de la direcció nacional de policia i de la comissió de seguretat de l'Assemblea Prefectural d'Osaka.
El cos de policia prefectural té en l'actualitat 23.242 agents, distribuïts en 21.474 policies uniformats i 1.768 funcionaris o treballadors d'oficina. La Policia Prefectural d'Osaka és el segon departament de policia més gran del Japó, només superat per la Policia Metropolitana de Tòquio.

## Història
- 1868: S'estableix a la recentment creada prefectura d'Osaka un petit cos paramilitar anomenat "Naniwatai", antecedent de l'actual policia prefectural.
- 1870: Es dissol el "Naniwatai".
- 1887: La prefectura de Nara deixa d'estar a la jurisdicció de la policia d'Osaka.
- 1955: En virtut de la nova llei nacional de policia, es crea l'actual Policia Prefectural d'Osaka.
- 1998: Comença a construir-se la nova seu per a la policia prefectural.
- 2008: Es completa la construcció de la nova seu de la policia prefectural.

## Estructura

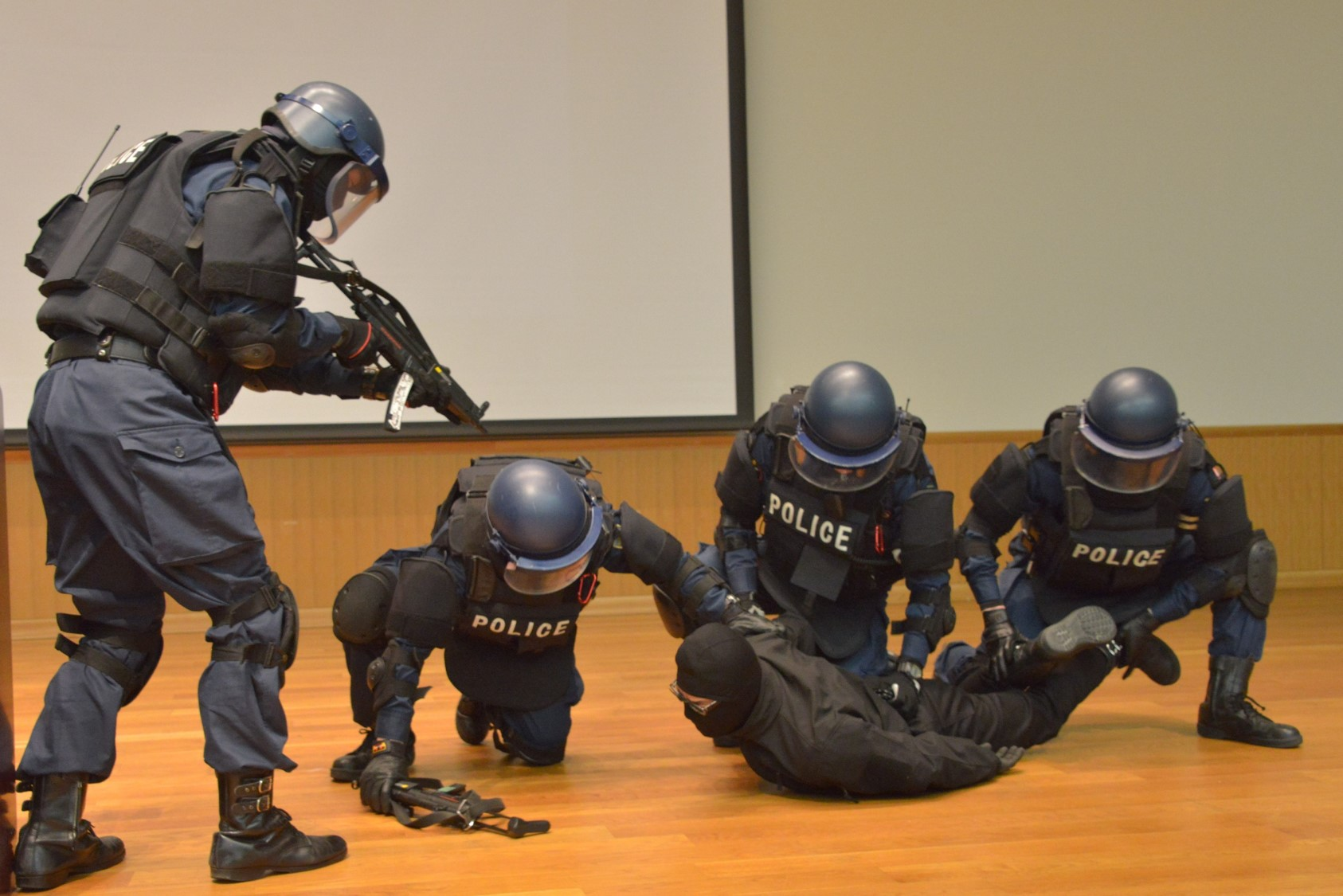
Unitat contra el terrorisme.

La Policia Prefectural d'Osaka té diversos departament enfocats per temàtiques. A més d'això, la policia prefectural també té una acadèmia de policia.
- Departament administratiu (総務部)
- Departament de personal i entrenament (警務部)
- Departament de seguretat ciutadana (生活安全部)
- Departament d'affers policials ciutadans (地域部)
- Departament d'investigació criminal (刑事部)
- Departament de control del crim organitzat (組織犯罪対策部)
- Departament de trànsit (交通部)
- Departament de seguretat (警備部)

## Graus

Agent de policia femení a Osaka

Els graus i les escales a la Policia Prefectural d'Osaka estan determinats per la llei corresponent i són els mateixos a totes les policies prefecturals del Japó.

### Oficials
| Grau    | 1r                          | 2n                               | 3r                        | 4t                  | 5é                            |
| ------- | --------------------------- | -------------------------------- | ------------------------- | ------------------- | ----------------------------- |
| · Osaka | Divisa de comissari general | Divisa de superintendent general | Divisa de comissari major | Divisa de comissari | Divisa de comissari assistent |
| · Osaka | Comissari general           | Superintendent general           | Comissari major           | Comissari           | Comissari assistent           |
|         |                             |                                  |                           |                     |                               |

### Agents
| Grau    | 6é                       | 7é                        | 8é                 | 9é                | 10é                  | 11é            |
| ------- | ------------------------ | ------------------------- | ------------------ | ----------------- | -------------------- | -------------- |
| · Osaka | Divisa de superintendent | Divisa d'inspector en cap | Divisa d'inspector | Divisa de sergent | Divisa d'agent major | Divisa d'agent |
| · Osaka | Superintendent           | Inspector en cap          | Inspector          | Sergent           | Agent major          | Agent          |
|         |                          |                           |                    |                   |                      |                |

## Parc mòbil

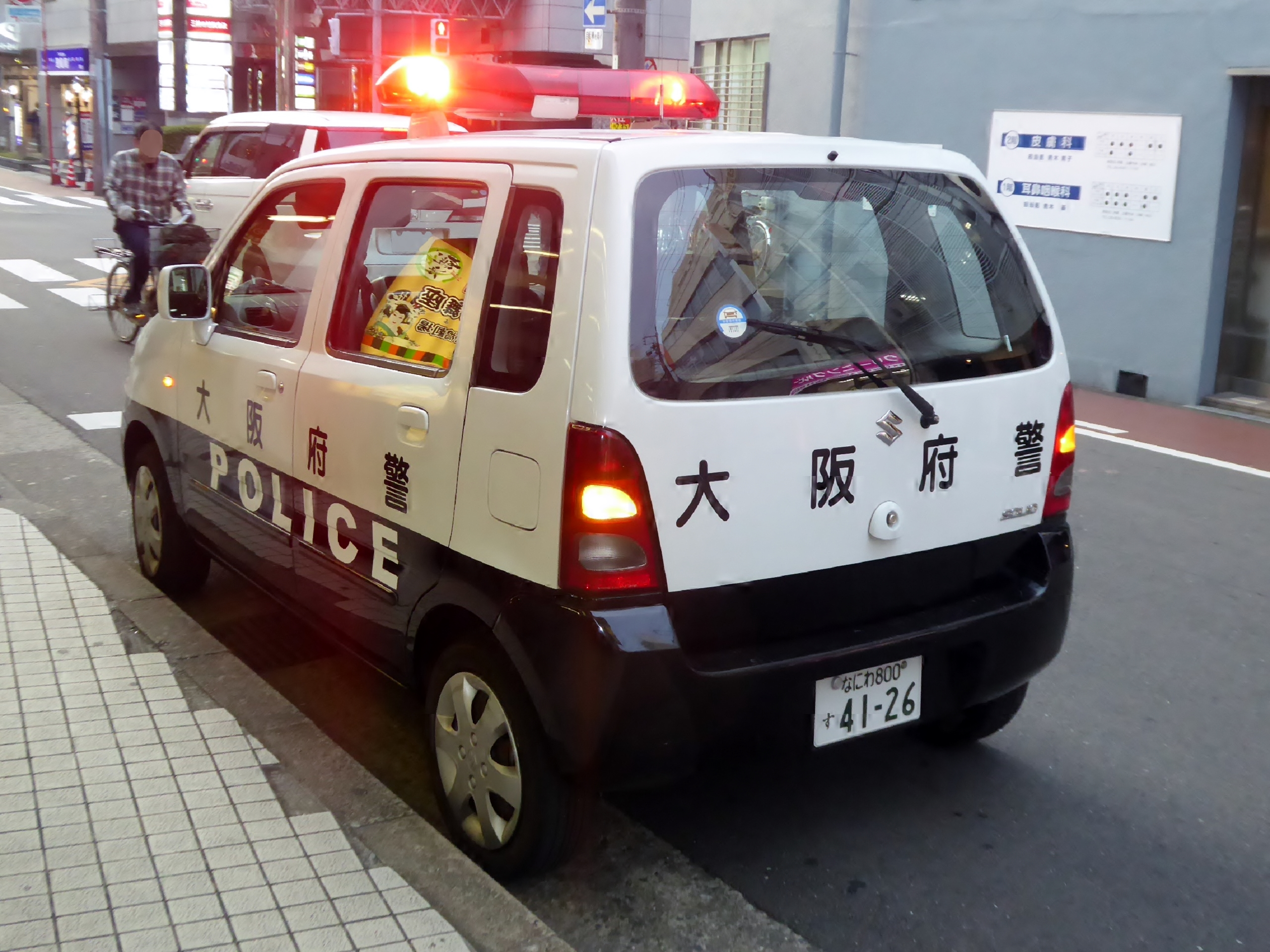
Suzuki Solio de la policia.

- Cotxes de patrulla: 301 (69 kei cars)
  - Toyota Crown, Nissan AD, Suzuki Solio, etc.
- Vehicles especials: 978
- Vaixells: 19
- Helicòpters: 6